# Verbena multiglandulosa
Verbena multiglandulosa — вид трав'янистих рослин родини Вербенові (Verbenaceae), ендемік Чилі. Має квіткові приквітки довші ніж половина чашечки; листові пластини 2-перисті.

## Опис
Рослина щільно залозиста, гілки щетинисті, міжвузля 2–5 см. Листки сидячі або коротко черешкові, листові пластини 1–1.5 x 0.5–0.8 см, 2-перисті, обидві поверхні щільно щетинисто-залозисті, поля дещо вигнуті, вершини округлі. Квіти в кулястих колосках на 3–8 см квітоніжках. Квіткові приквітки 3–4 мм, яйцюваті, щільно залозисті. Чашечка 6–8 мм, щільно щетинисто-залозиста, зубчики до 1.5 мм, загострені. Віночок трояндового кольору, ≈11–13 мм, зовні гладкий, горло волохате. Верхня пара тичинок зі сполучними придатками, перевищують віночок.

## Поширення
Ендемік Чилі.
Має обмежений розподіл у регіонах Кокімбо та Метрополітана. Знайдений на кам'янистих ґрунтах на висотах від 20 до 3500 м.